# Arnie Herber

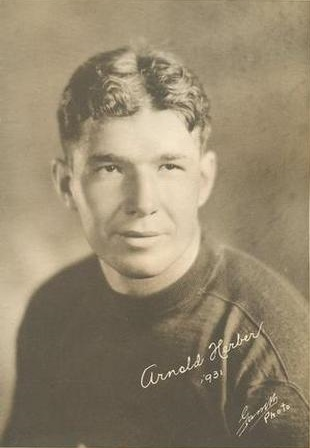
Ein Football-Kartenporträt von Arnold Herber aus dem 1932er Walker's Cleaners Green Bay Packers Set.

Arnold „Arnie“ Charles Herber  (* 2. April 1910 in Green Bay, Wisconsin, USA; † 14. Oktober 1969, ebenda) war ein US-amerikanischer American-Football-Spieler.

## Spielerlaufbahn

### High School und College
Herber spielte an der High School Basketball und American Football. In seiner Freizeit verkaufte er bei Green Bay Packers das Stadionheft und verschaffte sich so Zutritt zu den Spielen der Mannschaft. Seine Collegelaufbahn begann er an der University of Wisconsin–Madison. Nach einem Jahr musste er allerdings dieses College verlassen. Er schrieb sich im Regis College in Denver ein. Aufgrund seiner finanziellen Verhältnisse und der damaligen wirtschaftlichen Depression war er aber nicht in der Lage sein Studium zu beenden. Er kehrte nach Green Bay zurück und arbeitete als Aushilfskraft bei den Packers. Deren Coach, Curly Lambeau, gab ihm die Möglichkeit an einem Probetraining teilzunehmen. Herber konnte überzeugen und erhielt beim führenden Footballteam der Liga einen Vertrag, der ihm ein Salär von 75 US-Dollar pro Spiel einbrachte.

### Profi
Herber spielte von 1930 bis 1940 bei den Green Bay Packers. Er entwickelte sich zu einem der führenden Quarterbacks in der NFL, der auch durch seine Leistungen als Passgeber überzeugte – obwohl American Football zu dieser Zeit überwiegend ein Laufspiel war. 1930 und 1931 führte er seine Mannschaft zu zwei NFL Meisterschaften. Damals wurde noch kein Endspiel ausgetragen. Über seine statistischen Werte können hierbei keine Aussagen gemacht werden, da die NFL erst ab 1932 die Leistungen der Spieler in Zahlen erfasste. Herber war für seine lange Pässe bekannt. Er war in der Lage Pässe über eine Länge von mehr als 60 Yards genau in die Hände seiner Mitspieler zu werfen. Dies war erstaunlich, da Herber sehr kleine Hände hatte. Durch eine spezielle Grifftechnik, wobei er mit seinem Daumen den Ball an einer Naht ergriff, konnte er dieses Manko ausgleichen.
1935 fand Herber mit Don Hutson, der auf der Position eines Wide Receivers eingesetzt wurde, den idealen Mitspieler und Passfänger. 1936 konnten die Packers die Boston Redskins mit 21:6 im NFL Endspiel schlagen. Herber entschied das Spiel mit zwei Touchdownpässen, einen davon konnte Hutson fangen. Ab 1938 musste sich Herber die Position des Starting Quarterbacks mit Cecil Isbell teilen, konnte allerdings trotzdem immer wieder überzeugen. 1939 konnten die New York Giants mit 27:0 im Endspiel besiegt werden, nachdem man im Vorjahr den Giants im Endspiel noch unterlegen war. Erneut gelang Herber ein Touchdown. Nach der Saison 1940 beendete er seine Laufbahn. Aufgrund des Zweiten Weltkriegs bestand in der NFL Spielermangel. Herber schloss sich daher 1944 und 1945 für zwei Jahre den Giants an. Im ersten Jahr musste er sich im Meisterschaftsspiel seiner alten Mannschaft mit 14:7 geschlagen geben. 1945 beendete er dann endgültig seine Karriere. 1932, 1934 und 1936 war Herber der statistisch beste Quarterback der NFL.

## Ehrungen
Herber ist Mitglied in der Pro Football Hall of Fame, in der Green Bay Packers Hall of Fame, in der Wisconsin Athletic Hall of Fame und im NFL 1930s All-Decade Team. Er wurde dreimal zum All-Pro gewählt und spielte in einem Pro Bowl.

## Abseits des Spielfelds
Herber betrieb nach seiner Laufbahn ein Bekleidungsgeschäft. Er starb 1969 und ist in Green Bay beerdigt.

## Quelle
- Jens Plassmann: NFL – American Football. Das Spiel, die Stars, die Stories (= Rororo 9445 rororo Sport). Rowohlt, Reinbek bei Hamburg 1995, ISBN 3-499-19445-7.